# Петко Славейков
Пе́тко Ра́чов Славе́йков (17 листопада 1828, Тирново — 1 липня 1895, Софія) — болгарський поет, публіцист, просвітник, громадський діяч и фольклорист; батько політиків Івана Славейкова і Христо Славейкова, публіциста Рачо Славейкова і поета Пенчо Славейкова.

## Біографія
Народився в сім'ї Рачо Казанджи. Його мати, Пенка, померла під час пологів, а він дивом вижив.
Петко Славейков одночасно навчався в містах Тирново, Дряново, Трявна і в Преображенському монастирі. Крім цього, читав книги в бібліотеках монастиря поблизу Тирново. Величезну роль у його освіті зіграло освоєння ним «Слов'яно-болгарської історії».
Під час навчання в училищі міста Свіштова (на чолі якого тоді стояв Еммануїл Васкідовіч) удосконалював своє знання грецької мови і вивчав твори сербської та західноєвропейської літератури. З 1843 був викладачем у Тирново. У 1863—1867 був редактором газети «Гайда», пізніше — газети «Македонія» (1866—1872) та інших періодичних видань.
Після звільнення Болгарії від турецького ярма (іга) (1878) був членом Тирновських установчих зборів (1879), депутатом Народних зборів (в 1880 голова), одним із засновників і лідерів Ліберальної партії, міністром в уряді Петко Каравелова.
Підготував повне зібрання болгарських прислів'їв і приказок (1889-1897), вважається одним із зачинателів нової болгарської літератури. Автор поетичних збірок «Строкатий букет», «Пісенник» і «Басенник» (Бухарест, 1852), «Пісні та вірші» (1879), поеми «Джерело Білоногої» (1873). Перекладав з російської, грецької, турецької, сербохорватської мов.
На честь Славейкова названо село Петко-Славейков.